# Idioma yarí
El idioma yarí es una lengua no clasificada hablada por algo menos de mil indígenas americanos en la amazonia colombiana en el departamento de Caquetá, sobre el río Yarí a la altura de la cataratas de El Capitán y junto al alto Vaupés cerca de Puerto Nare. Los yarí son un grupo no contactado y por tanto su lengua no ha podido ser estudiada, y son muy pocos los datos que se tienen sobre ellos.

## Clasificación
El yarí es una lengua no clasificada podría ser una lengua de la familia caribe, una lengua tucana occidental o tal vez una lengua de la familia huitoto.